# Inversión parental

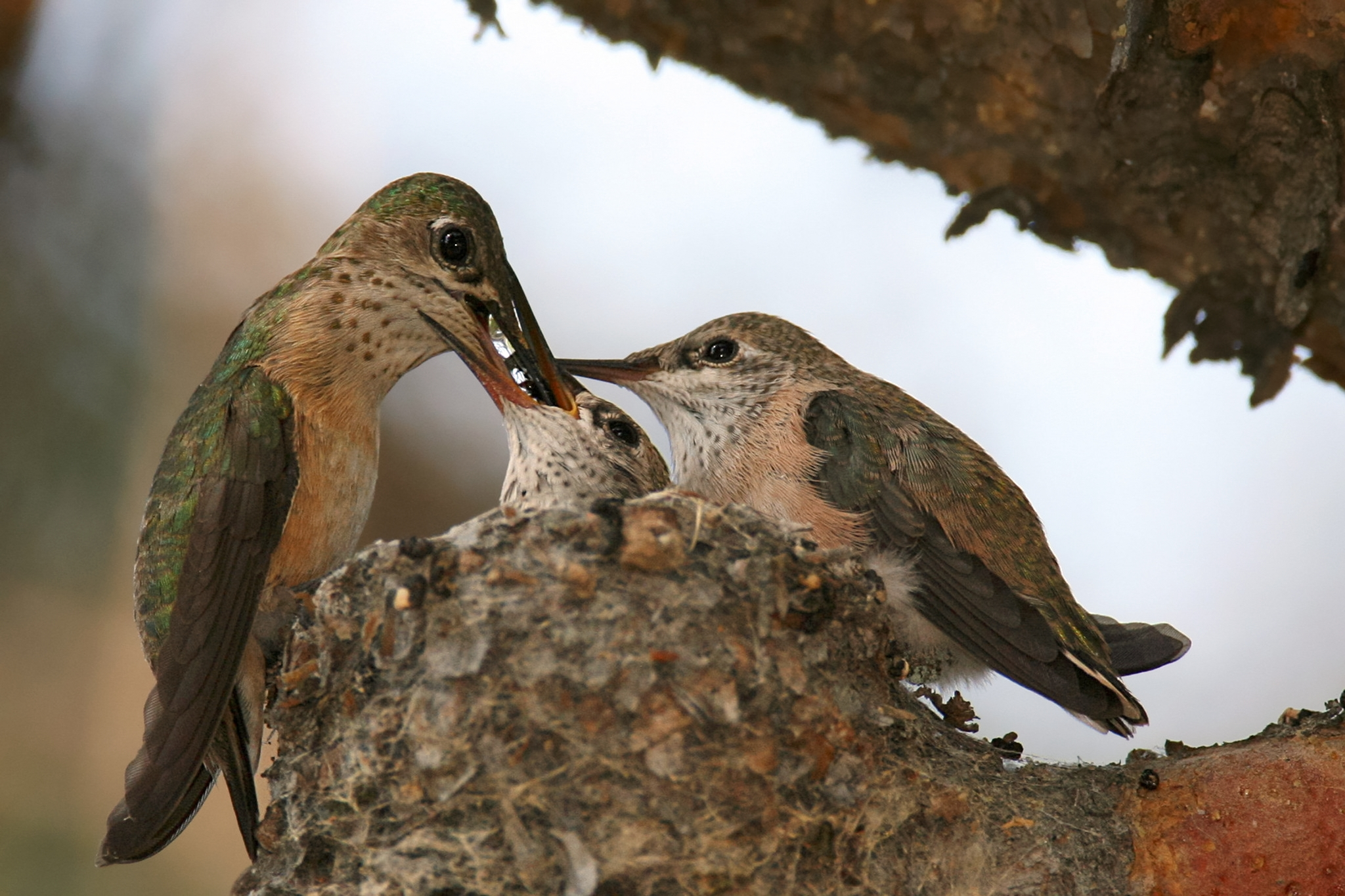
Una hembra Selasphorus calliope alimenta sus crias

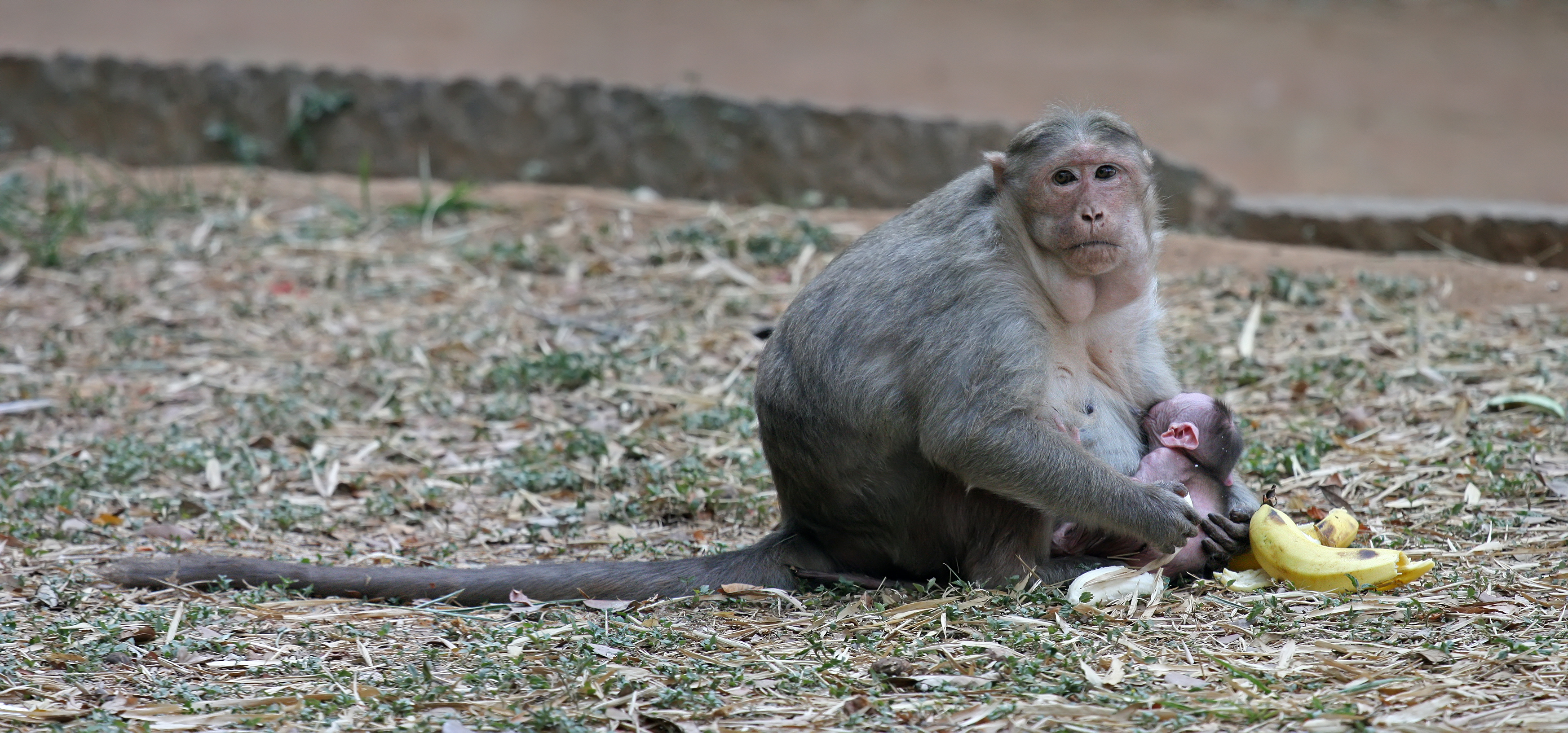
Macaca fascicularis amamantando a su hijo

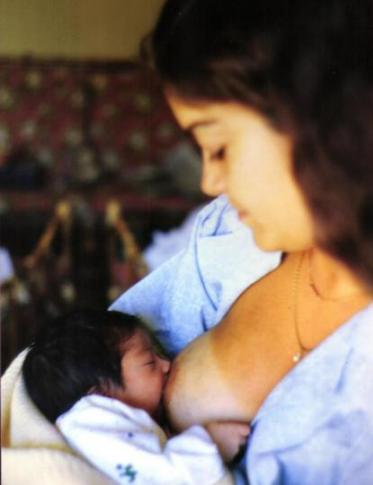
Un ser humano madre amamantando a su niño

En biología evolutiva, la inversión parental es un concepto en la biología revelado por Ronald Fisher en su libro de 1930 The Genetical Theory of Natural Selection, donde Fisher argumentó que el gasto parental en los dos sexos de las crías debe ser igual. cualquier esfuerzo (inversión de tiempo, energía, etc.) que beneficia a las crías a costa de que los padres inviertan en otros componentes para su bienestar. Los componentes de este bienestar incluyen la salud de las crías, las reproducciones futuras de los padres y el bienestar que reciben los padres.
Este potencial efecto negativo de la inversión materna fue explícitamente formalizado por Trivers (1972), quien originariamente definió el término inversión materna para referirse a cualquier inversión por parte del progenitor que aumentase las posibilidades de supervivencia de la cría (y por tanto, el éxito en la reproducción) en detrimento de la capacidad de los padres para con otra cría.
Clutton-Brock (1991) extendió el concepto de inversión materna para incluir los costes de cualquier elemento para el bienestar.
La teoría de Robert Trivers de la inversión materna predice que los sexos que invierten más en la lactancia, nutrición y protección de las crías, serán más perspicaces en el apareamiento, y los sexos que invierten menos en las crías competirán por llegar a una inversión sexual más alta. 
Las diferencias entre sexos en el esfuerzo de los padres son importantes a la hora de determinar la fuerza de la selección natural.
La reproducción es costosa. Los individuos están limitados a aquello a lo que pueden dedicar tiempo y recursos para criar y hacer crecer a sus crías, y tal esfuerzo puede ser determinante para sus condiciones de futuro, supervivencia y futuras actividades reproductivas. Sin embargo, tal esfuerzo es típicamente beneficioso para las crías, aumentando así su éxito en cuanto a condiciones de vida, supervivencia y reproducción. Estas diferencias pueden llevar a un conflicto entre los padres y las crías.
La inversión materna puede ser proporcionada por la madre (cuidado unilateral materno), el padre (cuidado unilateral paterno) o por ambos (cuidado bilateral).
Los padres son seleccionados, de forma natural, para aumentar las diferencias entre los beneficios y los costes y el cuidado paterno tiende a aparecer cuando los beneficios son sustancialmente mayores que los costes.
El cuidado de los padres se encuentra en una amplia gama de grupos taxonómicos, entre los que se incluyen los ectotérmicos (invertebrados, peces, anfibios y reptiles) y los endotérmicos (aves y especies mamíferas).
El cuidado puede ser proporcionado en cualquier etapa de la vida de la cría: el cuidado antes del nacimiento incluye comportamientos tales como la protección de los huevos, el acondicionamiento del nido, el transporte de las crías, la incubación y el alimento a través de la placenta en mamíferos, y el cuidado después del nacimiento, que incluye las provisiones alimenticias y la protección de las crías.
Puesto que tanto el padre como la madre atraviesan varios combates en la reproducción a lo largo de su vida, se espera que los padres cambien los beneficios de la inversión de las crías en pro de los costes de reproducciones futuras. Particularmente, los padres necesitan equilibrar las demandas de las crías en detrimento de su propio mantenimiento.
Los beneficios de la inversión materna son grandes, y se asocian a los efectos de las condiciones, el crecimiento, la supervivencia, y en última instancia, al éxito reproductivo de las crías. Sin embargo, estos beneficios aparecen a costa de la capacidad de los padres de reproducirse en el futuro debido, por ejemplo, al riesgo que corren cuando se defiende a las crías de los depredadores, la pérdida de oportunidades de apareamiento mientras se cría a los hijos y un aumento del tiempo en la reproducción.
En conjunto, los padres son seleccionados para aumentar la diferencia entre los beneficios y los costes, y el cuidado paterno es más probable que evolucione cuando los beneficios sean más altos que los costes.